# Schloss Oderbeltsch

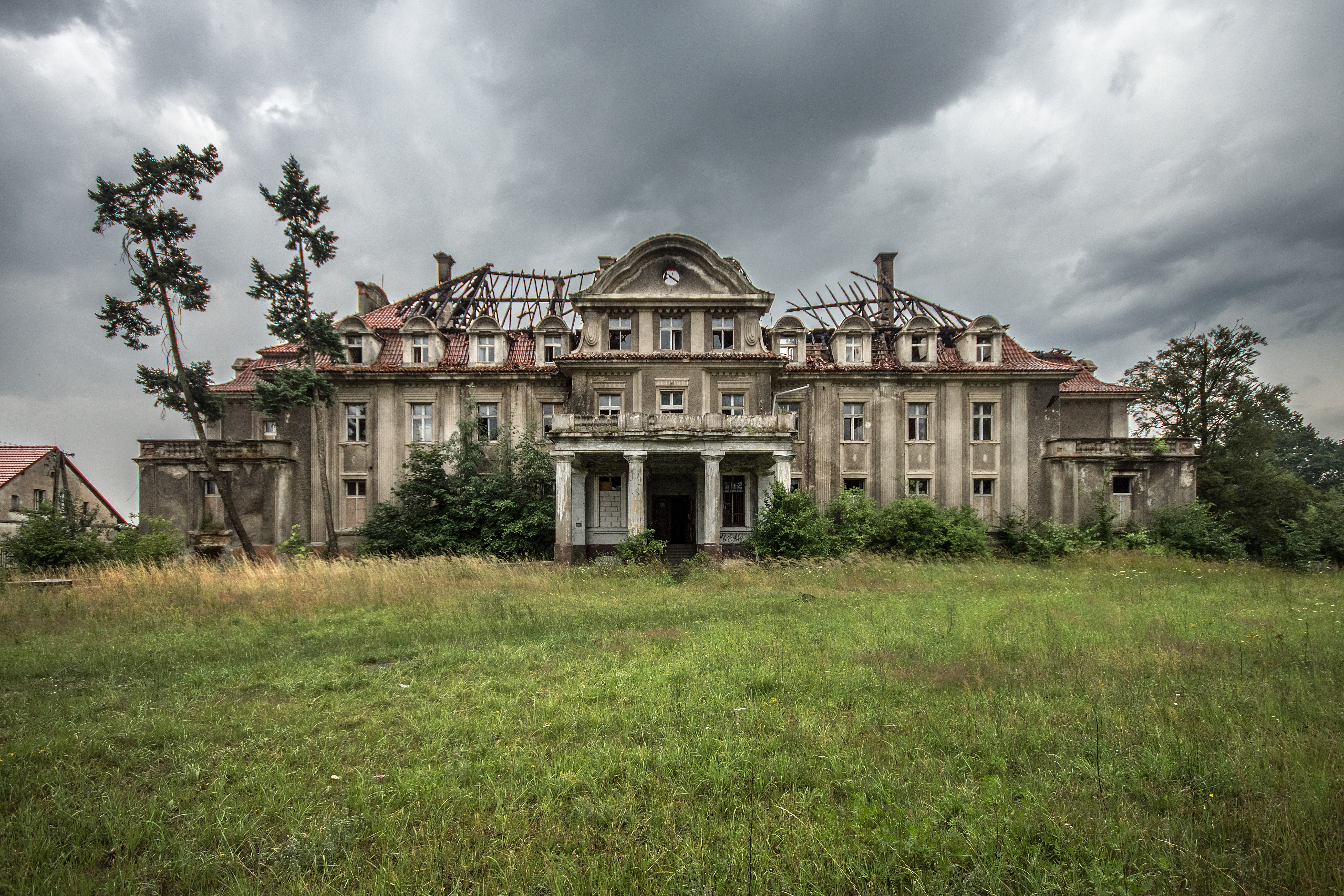
Schloss Oderbeltsch

Schloss Oderbeltsch (polnisch Pałac w Bełczu Wielkim) ist ein Schloss in Bełcz Wielki (Oderbeltsch), Woiwodschaft Niederschlesien.
Das Schloss wurde 1913 (möglicherweise nach Plänen von Eugen Schmohl) im Stil der Neorenaissance für die Berliner Unternehmerfamilie Gilka-Bötzow erbaut. Nach 1945 wurde das Schloss als Schule genutzt, 1986 renoviert. Durch Plünderung wurde die bis dahin erhaltene wandfeste Ausstattung 2014 zerstört.